# Charles Correll (Regisseur)
Charles James Correll Jr. (* 23. Januar 1944 in Los Angeles, Kalifornien; † 4. Juni 2004 in Tarzana, Los Angeles, Kalifornien) war ein US-amerikanischer Kameramann und Filmregisseur.

## Leben
Charles James Correll Jr. wurde als Sohn des Komikers Charles Correll (1890–1972) geboren. Er hatte zwei ältere Schwestern und einen jüngeren Bruder, den Regisseur Rich Correll. Correll fing als Kameraassistent von Jack Webb bei der US-amerikanischen Serie Polizeibericht an und arbeitete sich schnell zum Kameramann hoch, wo er neben Serien wie Kojak – Einsatz in Manhattan und Columbo auch in Kinofilmen wie Star Trek III: Auf der Suche nach Mr. Spock und Die Supertrottel arbeitete. Ab Ende der 1980er Jahre wechselte Correll komplett zur Regie und war bis zuletzt als Regisseur für Serien wie MacGyver, Seven Days – Das Tor zur Zeit, CSI: Miami  und Without a Trace – Spurlos verschwunden tätig.
Am 4. Juni 2004 verstarb Correll an einem Pankreastumor und hierließ neben seiner Frau Robin noch seine beiden Töchter und seinen Sohn.

## Filmografie (Auswahl)

### Regie
- 1986–1990: MacGyver (Fernsehserie 19 Episoden)
- 1990–1993: Law & Order (Fernsehserie, 2 Episoden)
- 1990: Rauchende Colts: Der letzte Apache (Gunsmoke: The Last Apache)
- 1991: Diagnose – Positiv (Deadly Desire)
- 1991: Die Zerreissprobe (She Says She's Innocent)
- 1991: Mord zwischen den Zeilen (Writer's Block)
- 1991: Schrei in der Wildnis (Cry in the Wild: The Taking of Peggy Ann)
- 1992: Schreie im Wald (In the Deep Woods)
- 1993: Bis dass der Tod euch scheidet (Dead Before Dawn)
- 1993–1999: Melrose Place (Fernsehserie 47 Episoden)
- 1994: MacGyver – Endstation Hölle (MacGyver: Trail to Doomsday)
- 1994: Models Inc. (Fernsehserie, 2 Episoden)
- 1996–2000: Beverly Hills, 90210 (Fernsehserie, 7 Episoden)
- 1996: Geiseldrama an Bord von Flug 285 (Hijacked: Flight 285)
- 1997: Die Stiefschwester (The Stepsister)
- 1997: Im Spiegel des Abgrunds (Echo)
- 1997–1999: Stargate – Kommando SG-1 (Stargate SG-1) (Fernsehserie, 2 Episoden)
- 1998–2001: Seven Days – Das Tor zur Zeit (Seven Days) (Fernsehserie, 7 Episoden)
- 2000: Titans – Dynastie der Intrigen (Titans) (Fernsehserie, 5 Episoden)
- 2001: The $treet – Wer bietet mehr? (The $treet) (Fernsehserie, 1 Episode)
- 2001–2002: CSI: Den Tätern auf der Spur (CSI: Crime Scene Investigation) (Fernsehserie, 3 Episoden)
- 2002: General Hospital (Fernsehserie, 1 Episode)
- 2002–2003: CSI: Miami (Fernsehserie, 3 Episoden)
- 2003–2004: Without a Trace – Spurlos verschwunden (Without a Trace) (Fernsehserie, 3 Episoden)

### Kamera
- 1974–1976: Kojak – Einsatz in Manhattan (Kojak) (Fernsehserie, 40 Episoden)
- 1975: Columbo: Tödliches Comeback (Forgotten Lady, Fernsehreihe)
- 1976: Rasende Gewalt (Moving Violation)
- 1978: Ich glaub’, mich tritt ein Pferd (National Lampoon’s Animal House)
- 1978: Die schwarze Liste (The Critical List)
- 1979: Blutzoll (Portrait of a Hitman)
- 1979: Die Chance seines Lebens (Fast Break)
- 1980: Dreist und gottesfürchtig (In God We Tru$t)
- 1980: Highway Chaos (Gridlock)
- 1980: In den langen Sommertagen (The Long Days of Summer)
- 1981: Cheech & Chongs heiße Träume (Nice Dreams)
- 1981: Hellingers Gesetz (Hellinger's Law)
- 1983: Scherben eines Mordes (Missing Pieces)
- 1983: The Winds of War (Fernseh-Miniserie, 7 Episoden)
- 1984: Jesse Owens – Idol und Legende (The Jesse Owens Story)
- 1984: Star Trek III: Auf der Suche nach Mr. Spock (Star Trek III: The Search for Spock)
- 1985: Die Qual der Ungewißheit (Into Thin Air)
- 1985: Raoul Wallenberg (Wallenberg: A Hero's Story)
- 1987: Die Supertrottel (Revenge of the Nerds II: Nerds in Paradise)
- 1987: Rauchende Colts: Auf Leben und Tod (Gunsmoke: Return to Dodge)
- 1990: Afrika läßt grüßen (Face to Face)

## Auszeichnungen
Emmy
- 1983: Auszeichnung für Outstanding Cinematography for a Limited Series or a Special von The Winds of War
- 1985: Nominierung für Outstanding Cinematography for a Limited Series or a Special von Wallenberg: A Hero's Story